# Castillo de Cranmore
El castillo de Cranmore es una obra de tierra de la Edad del Hierro situado en una ladera sobre la ciudad de Tiverton en Devon, en el suroeste de Inglaterra. Es un monumento planificado de English Heritage y se le ha otorgado un número de Monumento Nacional de 34256.
La obra de tierra se describe ampliamente en guías e historias como una fortificación de la Edad del Hierro, aunque las evaluaciones e historias arqueológicas más recientes, como el trabajo recientemente publicado de Mike Sampson, señalan que parece ineficiente como fortificación, ya que es dominado desde el sur por la pendiente más alta de Exeter Hill/Newtes Hill. La obra de tierras también es inusual ya que el área cuenta con pendientes de 120 metros (393,7 pies) a 170 metros (557,7 pies) sobre el nivel del mar. Sin embargo, este arreglo ofrece líneas de visión claras a los castillos de Cadbury, Close sobre el valle del río Exe, Huntsham, el fuerte de Hembury y otras colinas y obras de tierra importantes, lo que sugiere que todos fueron contemporáneos. También logra pasar por alto la confluencia de los ríos Lowman y Exe y los vados de esos ríos, que una posición más alta no permitiría.
La ladera sobre la que se encuentra el castillo de Cranmore se llama Skrink Hills, y es desde allí que la artillería de Thomas Fairfax puso sitio al castillo de Tiverton. El promontorio de tierra que une Cranmore con el borde de Newtes Hill está atravesado por el antiguo camino de Exeter, que pasa por ahí en su camino de Tiverton a Exeter. La colina y el camino se han conocido últimamente como Exeter Hill, y es casi seguro que este camino sigue el trazado de un camino prehistórico.
Las teorías actuales sobre la naturaleza de la obra de tierra sugieren que podría haber sido un recinto de invierno para el ganado o un sitio de mercado, e incluso podría apuntar a un oppidum tribal. El mapa de Ordnance Survey del sur de Gran Bretaña en la Edad del Hierro muestra a Cranmore como el recinto más grande de Devon (junto con Hillsborough) con más 15 acres (60 702,9 m²).
Durante la Rebelión del Libro de Oraciones de 1549, el castillo de Cranmore se convirtió en el escenario de una feroz batalla entre los dos bandos sobre si un niño debería ser bautizado según la 'nueva' religión o la 'vieja'. La batalla tuvo lugar cerca de una pequeña capilla que se encontraba en una esquina del sitio, cerca de la carretera. La capilla fue demolida en el siglo XVII y en 1687 se descubrieron huesos y disparos de mosquete que se cree que son de la batalla.